# 洪起元
洪起元（：／ Hong Gi-won，1964年12月13日—），大韓民國自由派政治人物，第21屆國會議員。